# Spartan: Total Warrior
Spartan: Total Warrior — відеогра жанру Hack and slash і action-adventure, стала спінофом серії відеоігор Total War, розроблена компанією Creative Assembly і опублікована компанією Sega. Гра була випущена на Xbox, PlayStation 2 і GameCube. У грі всього 14 рівнів, проходити гру можна лише одним гравцем.

## Ігровий процес
Головний герой — спартанський воїн. Гравець може використовувати два основних типи атак — проста атака, яка вражає одного ворога, і радіальна атака, яка пошкоджує кількох ворогів на великій площі навколо спартанця. Проста атака є швидкою і завдає найбільшу кількість пошкоджень, тоді як радіальні атаки повільніші, але завдають атаку кільком ворогам одночасно з помірної потужності.
Так як гравець прогресує по грі, він відкриє нові види зброї, у тому числі основний меч і щит, основний лук, оновлені меч і щит, подвійні мечі, молот і спис. Кожен з цих видів зброї має свої плюси і мінуси. Також у гравця оновлюється одяг, який йому дозволяє збільшувати життя і захист. Крім ближнього бою гравець може використовувати лук і стріли з обмеженими боєприпасами, знищуючи ворогів на відстані. Крім того, можна використовувати «силу богів»: коли запас магічної енергії заповнений, гравець може використовувати просту або радіальну магічні атаки. Кожна зброя має особливу силу магії. Ще однією важливою особливістю гри є те, що коли Спартанець вдосталь назбирує запас люті, тоді він може використовувати потужні атаки з кожної одиниці зброї, завдаючи багато шкоди.
Спартанець має деяких грецьких союзників, що допомагають йому в його боях, вони грають важливу роль в кожній місії. Спартанець є їх лідером, і вони йдуть за ним в місіях.
Бій зосереджений на великих боях з безліччю учасників бойових дій.